# Macromia amphigena
Macromia amphigena – gatunek ważki z rodziny Macromiidae. Występuje plamowo od południowego Uralu i Ałtaju po południowo-wschodnią Rosję, Mandżurię, Półwysep Koreański i Japonię.